# Tim Budesheim
Tim Budesheim (* 30. Mai 1990) ist ein deutscher Profi-Bodybuilder.

## Sportliche Erfolge
Im Jahr 2013 gewann er den Arnold Classic Europe Junioren, wo er sein Idol Arnold Schwarzenegger traf. Er arbeitete als Maschinenbautechniker im Bergbau als Vorarbeiter.
Bei der San Marino Pro 2017 erhielt er seine Pro Card und nimmt seitdem an Wettbewerben der IFBB Pro League teil.
Ergebnisse als Profi:
- 2017: San Marino Pro – Platz 4[2]
- 2019: New York Pro – Platz 6[4]
- 2019: California Pro – Platz 2[4]
- 2021: Mr. Big Evolution Pro – Platz 2[2]
- 2021: Europe Pro – Platz 3[2]
- 2021: Arnold Classic UK – Platz 6[3]
- 2021: San Marino Pro – Platz 7[5]
- 2022: Mr. Big Evolution Pro 2022 – Platz 4[6]
- 2022: Chicago Pro 2022 – Platz 4[7]
- 2022: Tampa Pro 2022 – Platz 8[8]
- 2023: Europa Pro – Platz 3
- 2023: Sheru Classic – Platz 3
- 2024: New York Pro – Platz 7[9]

## Privatleben
Budesheim war mit der Bikini-Bodybuilderin Pia Budesheim verheiratet und lebt in Ransbach. Er hat zwei Söhne, die 2016 und 2021 geboren wurden.
2021 schloss er seinen Bachelor im Fach Maschinenbau ab.
Im Dezember 2021 gab er auf seinem Youtube-Kanal die Trennung von seiner Frau bekannt.